# Shampoohorn
Shampoohorn je první ze dvou alb skupiny Z, vydané v roce 1994. Skupina Z byla projektem dvou synů Franka Zappy, Dweezila a Ahmeta.

## Seznam skladeb
| Pořadí | Název                             | Autor                   | Délka |
| ------ | --------------------------------- | ----------------------- | ----- |
| 1.     | Singer in the Woods               | Ahmet Zappa             | 1:11  |
| 2.     | What Went Wrong in the Real World | Dweezil Zappa, A. Zappa | 5:45  |
| 3.     | Did I Mention It Was Huge?        | D. Zappa                | 4:50  |
| 4.     | Jesus Clone                       | D. Zappa, A. Zappa      | 3:36  |
| 5.     | Loser                             | D. Zappa, A. Zappa      | 6:04  |
| 6.     | Kidz Cereal                       | D. Zappa, A. Zappa      | 2:56  |
| 7.     | Mommy                             | D. Zappa, A. Zappa      | 5:20  |
| 8.     | Dreaming                          | D. Zappa                | 5:29  |
| 9.     | Rubberband                        | D. Zappa                | 3:23  |
| 10.    | Mountains on the Moon             | D. Zappa                | 5:14  |
| 11.    | Lucky Jones                       | D. Zappa, A. Zappa      | 4:47  |
| 12.    | Leviathan                         | D. Zappa, A. Zappa      | 6:53  |
| 13.    | Doomed to Be Together             | D. Zappa                | 3:39  |
| 14.    | Bellybutton                       | D. Zappa                | 4:29  |
| 15.    | Them                              | D. Zappa                | 5:37  |
| 16.    | Shampoohorn                       | D. Zappa                | 5:08  |